# Zagrađe (Berane)
Zagrađe es un pueblo ubicado en el municipio de Berane, en Montenegro.

## Demografía
Hasta 2011 la población era de 226 habitantes, conformada por 74 hogares y 120 viviendas.
| 536                                                              | 524 | 454 | 467 | 428 | 318 | 280 | 226 |
| (Fuente: Population statistics of Eastern Europe & former USSR.) |     |     |     |     |     |     |     |

| Etnicidad                                           | Número | Porcentaje |
| --------------------------------------------------- | ------ | ---------- |
| Serbios                                             | 198    | 70,71 %    |
| Montenegrinos                                       | 72     | 25,71 %    |
| Musulmanes                                          | 1      | 0,35 %     |
| Otros                                               | 9      | 3,21 %     |
| Fuente: Republic of Montenegro. Statistical Office. |        |            |